# Flavobacteriaceae
Die Flavobacteriaceae sind eine Familie von Bakterien. Die Typusgattung ist Flavobacterium.

## Merkmale
Der Gram-Test ist negativ. Die Zellen sind stäbchenförmig. Einige Arten können filamentöse Zellen bilden. Sie sind kurz oder mäßig länglich. Einige bilden schraubenförmige Zellen. Es sind unbewegliche oder auch gleitend bewegliche Arten vorhanden.
Einige Arten sind obligat aerob, auch obligat anaerobe sind vorhanden. Kolonien haben häufig eine, durch das Pigment Flexirubin gebildete, gelbe Farbe, daher der Name (flavus = lat. gelb). Einige Vertreter sind kälteliebend (psychrophil), Beispiele sind Flavobacterium psychrophilum, Auslöser der Columnariskrankheit bei Fischen, sowie Arten von Polaribacter und Psychroflexus.

## Pathogenität
In der Familie der Flavobacteriaceae sind nur wenige pathogene (krankheitserregende) Arten vorhanden. Die meisten Arten kommen frei in der Umwelt vor. Zu den für Menschen pathogenen Vertretern zählen z. B. Bergeyella zoohelcum, Myroides odoratus sowie Myroides odartimismus und Chryseobacterium indolgens. Andere sind auch für einige Tierarten pathogen. So verursacht Flavobacterium branchiophilum die Bakterielle Kiemenkrankheit der Forellen. Elizabethkingia meningoseptica (früher als Flavobacterium meningoseptica geführt) kann Hirnhautentzündungen bei Kleinkindern und Säuglingen hervorrufen.

## Vorkommen
Arten der Flavobacteriaceae treten im Boden und im Süßwasser, Brackwasser oder im Meerwasser auf. Einige wurden in Lebensmittel und in Milch gefunden. Einige, noch nicht identifizierte Mitglieder der Familie bewohnen den Verdauungstrakt von Insekten, andere leben innerhalb von Zellen (intrazellulär) von Amöben. Viele Arten der Gattung Capnocytophaga kommen im Mund von Menschen, einige auch im Maul von Hunden und Katzen vor. Viele der Gattung sind capnophil, benötigen also hohe Konzentration von CO2. Viele Mitglieder der Familie Flavobacteriaceae werden zunehmend eine wichtige Rolle beim Abbau organischer Stoffe bei Algenblüten zugeschrieben.

## Systematik
Es folgt eine Auswahl von Gattungen und einigen zugehörigen Arten:
- Actibacter Kim et al., 2008
- Aequorivita Bowman and Nichols, 2002
- Algibacter Nedashkovskaya et al., 2004
- Arenibacter Ivanova et al., 2001
- Bizionia Nedashkovskaya et al., 2005
- Capnocytophaga Leadbetter et al., 1982
  - Capnocytophaga canimorsus Brenner et al., 1990
  - Capnocytophaga ochracea Prévot et al. 1956, Leadbetter et al. 1982
- Chryseobacterium(Holmes et al. 1984) Vandamme et al. 1994
  - Chryseobacterium gleum (Holmes et al. 1984) Vandamme et al. 1994
- Celllulophaga Johansen et al. 1999
  - Cellulophaga lytica (Lewin 1969) Johansen et al. 1999
- Dokdonia Yoon et al., 2005
- Elizabethkingia Kim et al., 2005
- Flaviramulus Einen & Øvreås, 2006
  - Flaviramulus basaltis Einen & Øvreås, 2006
- Flavobacterium Bergey et al., 1923
  - Flavobacterium succinicans (Reichenbach 1989) Bernardet et al. 1996
- Formosa Ivanova et al. 2004
- Gaetbulibacter Jung et al., 2005
  - Gaetbulibacter saemankumensis
- Hyunsoonleella Yoon et al., 2010
- Maribacter Nedashkovskaya et al., 2004
- Myroides Vancanneyt et al., 1996
- Polaribacter Gosink et al., 1998
  - Polaribacter butkevichii Nedashkovskaya et al. 2006
- Psychroflexus Bowman et al., 1999
- Zeaxanthinibacter Asker et al., 2007

Die 2016 beschriebene Gattung Apibacter Kwong & Moran, 2016 wurde zuerst ebenfalls zu den Flavobacteriaceae gestellt, später wurde sie den Weeksellaceae zugeordnet. Weitere ehemals bei den Flavobacteriaceae geführten und nun den Weeksellaceae zugeordnete Arten sind u. a.: Bergeyella und Chryseobacterium.: